# Люк Галоус
Андрю „Дрю“ Ханкинсън (роден на 22 декември 1983) е американски кечист (професионален борец).
Работи с WWE под името Люк (Бесилото) Галоус, където е бивш Отборен шампион на Първична сила, заедно с Карл Андерсън. В първото си участие в компанията е познат като Фестъс. Вероятно е най-добре познат с работата си в New Japan Pro Wrestling под името Док Галоус, бил се е също в TNA, където е част от злата формация „Аса и Осмици“, познат под името D.O.C./Д.Н.Х. (Director of Chaos/Директор на хаоса).
Ханкинсън също е познат с появите си като имитатор на Кейн, и като отпорен партньор на Джеси, докато е част от отбора Джеси и Фестъс на Разбиване. След няколко месеца, той играе ролята на пазител и „последовател“ на Си Ем Пънк и неговото Straight edge общество, бие се като пречистен, войнствен, като „истинската самоличност“ на героя Фестъс, известен като Люк Галоус.

## Професионална кеч кариера

### Начална кариера (2005)
Ханкинсън започна кариерата си в Западна Вирджиния в Mason Dixon Wrestling и в Пенсилвания в World Star Wrestling Federation (AWA/World Star Wrestling), Summit Wrestling Association of Southern Pennsylvania, и Мерилендските компании National Wrestling League и Eastern Wrestling All xndndnnce, wrestling as Dorian Deville, and for West Virginia's Championship Pro Wrestling as the masked wrestler, Dargon.

### World Wrestling Entertainment

#### Deep South Wrestling (2005 – 2007)
През април 2005, въпреки че не стигна до финалните десет участници в $1 000 000 Достатъчно издръжлив, той подписа с договор с World Wrestling Entertainment (WWE) и беше преместен в тяхната развиващата се територия Deep South Wrestling (DSW).
Ханкинсън се би в DSW като Дийсън Девил, преди да го смени на Откачения Дийкън, получавайки героя на побъркан, кечист с бой по лицето кечист, който излизаше на ринга с паяк на име Уилоу и понякога му говореше. Той се сприятели с Палмър Канън и с неговия следващ съотборник Далип Сайн, помагайки на Канън да получи собствеността на DSW и атакува враговете му, но Палмър и Сайн предадоха Дийкън и му откраднаха паяка. Тогава той сформира отбор с говорителя и кечиста Бил ДеМот, който враждуваше с Гимини. Отборът се доказа като формация, но Дийкън изостави ДеМот по време на мач, коствайки му да бъде пребиван, докато другите кечисти нему помогнаха. После беше обявено, че Куинтин Майкълс е взел Уилоу и го използваше, за да изнудва Дийкън, но по-късно той си върна паяка, получавайки свободата си.
На 29 май 2006, Ханкинсън дебютира на Първична сила като имитатор на Кейн; носейки старите дрехи и маска на Кейн, той направи задушаващо тръшване на Кейн по време на мача му срещу Шелтън Бенджамин за Интерконтиненталната титла. Впоследствие, Ханкинсън продължи да атакува истинския Кейн по време или след мачовете му. Те най-накрая се биха на pay-per-view турнира Отмъщение, където Ханкинсън спечели, използвайки старите ключови ходове на Кейн. Вечер по-късно обаче сюжета приключи, когато истинския Кейн атакува имитатора, махна му маската, и го изхвърли от сградата.
Ханкинсън се завърна в Deep South Wrestling, докато участваше в живи събития на Разбиване!. През август, той беше включен в сюжет с Бег Лейди, която беше негова придружителка, в която той беше влюбен. Въпреки че той често беше разсейван от нея, тя често му помагаше да печели мачове. През октомври, Дийкън и Бег Лейди сформираха съюз с Главните братя (Брайън и Брет) срещу Градският побой (Ерик Перез, Сони Сиаки, Афа младши и Джи-Рила), когато техния пазител Джи-Рила се сблъска с Бег Лейди. През декември 2006, Дийкън победи Джи-Рила, коствайки на останалите от Градския побой да му обърнат гръб и да го пребият. Тогава Дийкън помогна на Джи-Рила и сформираха отбор, помагайки му за отмъщението му срещу Градският побой и по-късно враждувайки с Отбор Елит (Дерик Нейкирк и Майк Нокс) за Отборните титли на DSW. Обаче, през март 2007 Дийкън беше пребит със стоманени столове от Нейкирк и Нокс, нуждаейки се от закарване в болницата от Джи-Рила. Там Джи-Рил без да иска седна на Уилоу, убивайки паяка и изпращайки притежателя му в нервен срив.
През март 2015, Дивон Никълсън описа инцидент от 2006, в който Бил ДеМот беше включен, докато беше главния треньор на развиващата се територия на WWE, Deep South Wrestling. Никълсън описа инцидент, където Ханкинсън беше чисто гол на ринга за дълго време и правейки stinkface на Матю Кардона и Мелиса Коутс, докато ДеМот им слагаше понички с желе на лицата им. Кечистите се съгласиха да направят това (докато други ги насърчаваха), за да се измъкнат от нормалната тренировка на този ден. ДеМот спори с мнението, че това е била негова идея, твърдейки че другите треньори са я предложили, защото са искали да прескочат сесията.

#### Съотборник с Джеси (2007 – 2009)
На 11 май 2007, в епизод на Разбиване!, беше пуснато видео, в което Ханкинсън беше променен с „Фестъс Далтън“ като част от отбор, използващ образа на южняци, заедно с развиващ се талант на WWE Рей Горди. На 2 юни 2007 обаче беше съобщено, че WWE е прекратила образа на „Далтън Бойс“. Обяснението, за това, защо не са се появили на Разбиване беше, защото са се били загубили. Ханкинсън и Горди, всъщност бяха преместени в OVW, където Ханкинсън смени името си на „Джъстис Далтън“.
Ханкинсън беше преименуван на „Фестъс“, докато Горди смени името си на „Джеси“, и на 29 юни 2007 в епизод на Разбиване!, видеа за Джеси и Фестъс започнаха да се пускат. За седмици, Джеси беше представен за устата на отбора, който беше възхитен от партньора си. Ханкинсън обаче игра образ на умствено изостанал и нереагиращ. Въпреки че Фестъс беше глупав, Джеси продължаваше да твърди, че Фестъс емоционално и физически неудържими гигант. На 7 септември 2007 на Разбиване!, имаше сегмент, където Джеси и Фестъс, сега всъщност в зала, вместо студио. На 5 октомври, Ханкинсън спечели дебютния си мач на Разбиване! с Джеси. Когато началния гонг би, личността на Фестъс се промени на много фокусиран и ядосан участник, в сравнение с ролята на умствено изостанал, който той играеше. Когато гонга би за последен път, Фестъс си върна другата самоличност. На 21 декември на Разбиване!, Фестъс победи Дюс в Коледен мач, в който и двамата трябва да носят костюми на Дядо Коледа. На 25 януари Разбиване!, Джеси обясни, че са отсъствали от телевизията, защото Фестъс е ходел на лекари, заради неговите „проблеми“.
През 2008, преди гонга да бие, Джеси обясни, че Фестъс се е променил. Обаче, Фестъс не се промени и продължи да бъде реше и чудовищен след като първия гонг бие. На 21 март Разбиване, Джеси и Фестъс имаха шанс да се бият срещу Джон Морисън и Миз за Отборните титли, но Морисън и Миз ги запазиха. Фестъс получи първата си загуба, когато се би срещу Световния шампион в тежка категория Гробаря на 11 април на Разбиване!, след като припадна от Портата на ада.
На 15 април 2009, Фестъс беше преместен в Първична сила по време на Жребията за 2009, и беше отделен от Джеси, който остана в Разбиване.

#### Стрейт Едж Обществото (2009 – 2010)
След тримесечно отсъствие от телевизията, Ханкинсън се завърна на 27ноември 2009 на Разбиване!, променен на злия образ на име „Люк Галоус“, биейки се с нови дрехи, брадичка, обръсната глава, загубил значителна част от теглото си. След като придружи Си Ем Пънк към ринга за мача му срещу Мат Харди, Пънк обясни, че Галоус е всъщност истинската самоличност на Фестъс и твърдеше, че семейството и приятелите на Галоус, са позволили проблемите му с алкохола, което е довело до състоянието на Фестъс, преди да твърдеше, че Галоус е бил причистен, след като Пънк му е показал стрейт едж начина на живот. На 11 декември Разбиване!, Галоус направи своя ре-дебют на ринга като Пънк победи Харди и Ар Труф, след като Галоус тушира Харди след новия си финален ход, Дванайсетата стъпка. На 8 януари 2010 на епизод на Разбиване, Галоус победи Харди в неговия индивидуален ре-дебют на ринга. На следващата седмица, Галоус и Пънк победи Мат Харди и Великият Кали, Династията Харт, и Крайм Тайм в отборен мач фатална четворка и станаха новите главни претенденти за Обединените отборни титли на WWE.
На 10 февруари 2010 на Първична сила, Стрейт Едж Обществото беше елиминирано в Отборния елиминационен мач Тройна заплаха между тях, Миз и Грамадата, и DX за Обединените отбори титли. Миз и Грамадата станаха новите Обединени шампиони. На КечМания 26 Люк Галоус се би в тъмен мач кралска битка между 30 души, започващ КечМания, който беше спечелен от Йоши Тацу. На 13 април на WWE NXT, той предизвика новобранеца на Си Ем Пънк Дарън Йънг с условието, че ако Дарън загуби, ще придаде косата си на Пънк и ще я обръсне до кожа. Галоус беше близо до спечелване на срещата, докато Йънг не направи превъртане и спечели, след което Пънк показа подкрепа, а Галоус изглеждаше нещастен. На Екстремни правила, по време на мача за косата на Пънк срещу Рей Мистерио, Галоус и Серина помагаха на Пънк, докато не бяха изгонени от ринга.
На 2 юли на записи на Разбиване, след мача между Люк Галоус и Кейн, охранително видео от Пънк на Серина, която беше заснета, фокато пие в бар, на деня на атаката на Гробаря, доказвайки невинността на Стрейт Едж Обществото, за да спаси Пънк. Серина молеше за прошка от Пънк, дори когато той ѝ каза, да не го прави, но Стрейт Едж Обществото просто я изостави. На следващата седмица обаче на Серина ѝ беше простено от Пънк за действията си, като се прегърнаха, но Галоус не го одобри. На следващата седмица Галоус трябваше да се бие с Грамадата, но даде мач на Маскирания от Обществото, който беше разобличен като Джоуи Мъркюри по време на мача. На 3 септември на Разбиване, Галоус и Пънк се биха срещу Грамадата в мач с хандикап, в който Галоус и Пънк загубиха. След мача Пънк направи Тръшване за лека нощ на Галоус.
На 16 септември на Суперзвезди, преди мача му срещу Ем Ви Пи, Галоус обяви, че вече не е част от Обществото, провъзгласен като сам за себе си. Галоус загуби мача. На 21 септември на записи на Разбиване, Галоус започна да става добър след като провокира Си Ем Пънк в сегмент зад кулисите, заявявайки, че след като го победи щял да изпие една бира, но загуби мача му срещу Пънк, по-късно същата вечер.
Галоус, се официално добър, победи Ванс Арчър на 4 ноември на Суперзвезди. Последната му ТВ поява беше сегмент зад кулисите, в който Кейн търсеше баща си, на 19 ноември на Разбиване. Ханкинсън беше освободен от договорът му с WWE на същия ден, заедно с други звезди.

### Независими компании (2010 – 2016)
Ханкинсън се би на 3 декември 2010 като „Кийт Хансън“, за събитие на Inoki Genome Federation (IGF), където победи Хищникът. На 29 ннуари 2011, загуби от Бившия екстремист Томи Дриймър, в хардкор мач на събитие на National Wrestling Superstars (NWS) в Ню Джъси. На 25 март 2011, Ханкинсън, работеше като Галоус, направи поява на японската компания Apache Pro-Wrestling Army, побеждавайки Макото Хаши. На 29 май 2011, Галоус дебютира на NWA Rampage в Уорнър Робинс, Джорджия. Галоус победи бившата звезда от Ring of Honor и TNA чрез дисквалификация, след като групата на Рейв, Джими Рейв Доказаните, се намеси. Впоследствие отборен мач между 8 души, се проведе, в който Галоус партнираше на Кайл Матюс, Джей Род, и Франки Валънтайн и победиха Рейв, Сал Ринауро, Чип Дей и Кори Холис. На 5 юни Галоус се върна на NWA Rampage и загуби от Световния шампион в тежка категория Бул Бачанан. През август 2011, Ханкинсън и Клиф Коптън пътуваха, за да се бият в Нигерия. Беше победен от Великия мощен Ути от Нигерия, който взе титлата му.
Ханкинсън се появи на шампионското представително турне на World Wrestling Fan Xperience (WWFX) в Манила, Филипини на 4 февруари 2012, където се би под името Люк Галоу (използвайки образа на Обществото) и загуби от Райно.
Той също се появи на Кечрана в Джорджтаун, Гвиана. На 6 октомври 2012, той беше победен от Скот Щайнер на първото шоу на House of Hardcore. На 22 септември 2012 Люк Галоус дебютира в Dynamite Championship Wrestling на тяхното Ежегодно събитие против Рака на гърдата. Той спечели Световните отборни титли на American Pro Wrestling Alliance през 2012 с Нъкс, но по-късно бяха освободени от титлите, след като останаха неактивни, на 1 март 2013. От 3 до 13 юни 2012, Ханкинсън, като Люк Галоус, се би в турне на японската компания Pro Wrestling Noah, по време на който често партнираше на Боби Фиш и Родерик Стронг. Той се появи на Pro Wrestling Syndicate на 18 май 2013, заедно с Нъкс и Ди'Лоу Браун.
Ханкинсън направи последната си независима поява на 16 януари като Люк Галоус, когато не успя да победи Крис Хелмс в мач Фатална четворка за Титлата с бокс на WrestleMerica.
На 6 май 2015, Global Force Wrestling (GFW) обявява Галоус като част от техния ростър. Галоус и Карл Андерсън оглавяват първото шоу на GFW на 12 юни, побеждавайки Новите небесни тела (Дъстин и Джъстин) в отборен мач.

### Total Nonstop Action Wrestling (2011 – 2013)
На 14 юни 2011 г., Ханкинсън се бие в тъмен пробен мач за Total Nonstop Action Wrestling (TNA), в който той е победен от Гънър. През декември 2011 г., Ханкинсън участва в Индийския проект на TNA, Ring Ka King, под името „Разбойникът“ Исая Каш. На 21 юни 2012 г., Ханкинсън се бие в друг тъмен пробен мач за TNA.
Ханкинсън започва да работи в живи събития на TNA като маскиран кечист от формацията Аса и Осмици през септември 2012 г. На 4 септември, Ханкинсън твърди, че е подписал договор с компанията. Ханкинсън е разобличен като член на Аса и Осмици на 1 ноември в епизод на Impact Wrestling. На следващата седмица, Ханкинсън, известен като D.O.C./Д.Н.Х., Director of Chaos/Директора на хаоса, е съотборник на друг член на групата, Дивон в отборен мач, където са победени от Кърт Енгъл и Стинг чрез дисквалификация. След като му е наредено, ако иска да бъде в Аса и Осмици, D.O.C. тръшва Стинг през маса, преди да го пребие с боен чук. DOC прави своя TNA pay-per-view дебют три дни по-късно на Turning Point (2012), побеждавайки Джоузеф Парк в индивидуален мач.
На 9 декември на Final Resolution (2012), D.O.C. партнира на Дивон и двама маскирани члена на Аса и Осмици, но губят от Кърт Енгъл, Джарет Бишоф, Самоа Джо, и Уес Бриско. На 13 януари 2013 г., на Genesis (2013), D.O.C. е победен от Стинг в индивидуален мач. На 7 февруари на Impact Wrestling, D.O.C. и Дивон са победени от Були Рей и Стинг в мач с маси. На 10 март на Lockdown (2013), Аса и Осмици, включващ D.O.C., Дивон, Джарет Бишоф, Нъкс и Мистър Андерсън са победени от Отбор TNA, включващ Ерик Йънг, Джеймс Сторм, Магнус, Самоа Джо и Стинг в Убийствен мач в затвор. На 13 юни на Impact Wrestling, D.O.C. участва в мач кралска битка Аса и Осмици за участие в Прославните серии за 2013, но е елиминиран от Мистър Андерсън, след като той отказва да се елиминира сам. На 11 юли на Impact, D.O.C. губи своя облог за да стане Заместник водач на Аса и Осмици, когато Нъкс дава определящия глас за Мистър Андерсън, отвращавайки D.O.C. На 12 юли, договора на Ханкинсън изтича. Четири дни по-късно, е официално обявено, че той и TNA са се разделили. Неговото отсъствие е обяснено пред кадър, че е обърнал якето си наопаки, след като губи облога за Заместник водач срещу Мистър Андерсън.

### New Japan Pro Wrestling (2013 – 2016)
На 11 ноември 2013 г., New Japan Pro Wrestling обявява Ханкинсън като участник в Световната отборна купа за 2013, където ще участва с Карл Андерсън като част от Клуб Куршум. Галоус прави своя New Japan дебют на 23 ноември, когато той и Андерсън побеждават Буши и Кота Ибуши в не-турнирен мач, където Галоус тушира Буши за победата. В състезателния етап на турнира, който е от 24 ноември до 7 декември, Галоус и Андерсън завършват с резултат от четири победи и две загуби, печелейки в техния блок и стигайки до полуфиналите. На 8 декември Галоус и Андерсън първо побеждават Джи Би Ейч (Тоджи Макабе и Томоаки Хонма) в полуфиналите и Тенкози (Хиройоши Тензан и Сатоши Коджима) във финалите и спечелват Световната отборна лига за 2013, получавайки шанс за Отборните титли на IWGP. Галоус се завръща в New Japan на 4 януари 2014 г., на Кеч Кралство 8 в Tokyo Dome, където той и Андерсън и побеждават Кей И Ес (Дейви Бой Смит, младши и Ланс Арчър), ставайки новите Отборни шампиони на IWGP.
Галоус и Андерсън правят своята първа защита на 9 февруари на Ново начало в Хирошима, побеждавайки Кей И Ес в реванша. Втората им защита е на 6 април на Нашествена атака 2014, когато победиха Хируки Гото и Кацуйори Шибата. Трета защита на титлите на Галоус и Андерсън се провежда само седем дни по-късно, по време на пътя по Тайван на New Japan, където побеждават Гото и Капитан Тайван. На 17 май, Галоус и Андерсън правят четвъртата си успешна защита срещу Братята Бриско (Джей и марк) на съ-продуцираното от NJPW и Ring of Honor (ROH) събитие, Война на светове, в Ню Йорк Сити. На 21 юни на Властване 6.21, Галоус и Андерсън правят пета защита срещу Асо до Крал (Хироши Танахаши и Тоджи Макабе). От 21 юли до 8 август, Галоус участва в G1 Climax за 2014, където завършва девети от единадесет в неговия блок с резултат от четири победи и шест загуби. На 21 септември на Унищожение в Кобе, Галоус и Андерсън правят шеста защита срещу Йоши-Хаши. През декември, Галоус и Андерсън стигат до финалите на Световната отборна лига за 2014, след като печелят техния блок с пет победи и две загуби. На 7 декември, Галоус и Андерсън са победени във финала на турнира от Хируки Гото и Кацуйори Шибата. Едногодишния период на Галоус и Андерсън като Отборни шампиони на IWGP приключва на 4 януари 2015 г., на Кеч Кралство 9 в Tokyo Dome, където са победени от Гото и Шибата.
Галоус и Андерсън печелят титлите обратно на 11 февруари на Ново начало в Осака. Загубват титлите от Кралството (Мат Тейвън и Майкъл Бенет) на 5 април на Нешествена атака 2015. Те спечелват титлите отново от Кралството на 5 юли на Властване 7.5 в Осака-джо Хол. От 20 юли до 14 август, Галоус участва в G1 Climax за 2015, където завършва своя блок с резултат от три победи и девет загуби. На 4 януари 2016 г., Кеч Кралство 10 в Tokyo Dome, Галоус и Андерсън загубват Отборните титли на IWGP от Тоджи Макабе и Томоаки Хонма. Часове след събитието, е съобщено, че Галоус и Андерсън са дали предизвестие на NJPW на сутринта на 4 януари, обявявайки, че напускат компанията заради WWE. Собственика на TNA твърди, че Галоус се е съгласил да се завърне в компанията, заедно с Андерсън и Ей Джей Стайлс, преди триото да спрат да комуникират с TNA на Коледните празници. Въпреки че не са под договор, е очаквано, че Галоус ще участва в уредени дати през февруари. На 14 февруари на Ново начало в Ниигала, Галоус и Андерсън получават шанс за Отборните титли на IWGP, но отново са победени от Макабе и Хонма. На 20 февруари, Галоус и Андерсън се бият в последния си NJPW мач, където са съотборници на другите членове от Клуб Куршум Бед Лък Фейл и Тама Тонга, губейки от Боби Фиш, Хируки Гото, Кацуйори Шибата и Кайл О'Райли в отборен мач между осем души.

### Завръщане в WWE (2016 – 2019)
Андерсън и Галоус са зад кулисите на 4 април по време на епизод на Първична сила. На следващата седмица на Първична сила, Андерсън и Галоус (Галоус се завръща с бившето си име от WWE, Люк Галоус) правят своя дебют, атакувайки Братя Усо след тяхната победа над Отхвърлени от Обществото, преди да бъдат изгонени от няколко съдии. На 18 април в епизод на Raw, Андерсън и Галоус атакуват Роман Рейнс, след като говори с Ей Джей Стайлс. На следващата седмица на Първична сила, Андерсън и Галоус правят своя дебют на ринга, побеждавайки Усо. По време на това, Андерсън и Галоус помагат на Стайлс с враждата му с Рейнс, докато Стайлс отначало не иска помощта им, до 2 май на Първична сила, когато Стайлс е съотборник на Андерсън и Галоус, започвайки да бъдат познати като Клубът, побеждавайки Рейнс и Усо. На 9 май в епизод на Първична сила Клубът се бият срещу Усо и Рейнс в Отборен елиминационен мач между шестима, където Андерсън и Галоус са елиминирани, преди да атакуват Рейнс със стоманен стол, коствайки им дисквалификация. На 16 май, след като Люк Галоус и Карл Адерсън губят от Усо и Рейнс, наричайки се „Кръвните роднини“ се сбиват, където Стайлс най-накрая поваля Рейнс със стол и му прави Сблъсъкът на стиловете на Стоманения стол, докато Андерсън и Галоус му се смеят. На Екстремни правила Клубът отново се намесва за да помогне на Стайлс да спечели, но Усо се намесват, преди да бъдат пребити от Андерсън и Галоус, на които им са направени Юмруците на Супермен от Рейнс, който печели мача. На следващата вечер на Първична сила Стайлс казва, че иска да разформирова Клубът, споменавайки, че това не е Япония, Галоус и Андерсън оставят Ей Джей Стайлс кратко след като Кевин Оуенс побеждава Стайлс и се квалифицира за Мача със стълби за Договорът в куфарчето. На следващата седмица на Първична сила Джон Сина се завръща и Стайлс го приветства обратно, но Галоус и Андерсън ги прекъсват и скоро изглежда, че Стайлс и Сина ще се бият с Галоус и Андерсън, обаче тогава Стайлс атакува Сина, ставайки лош, връщайки Клубът отново и пребиват Сина.

## Личен живот
Ханкинсън е женен за професионалната кечистка Амбър О'Нийл от май 2014.

## В кеча
- Финални ходове
  - Като Док Галоус
    - Gallows Pole[10] / Hangman's Noose[75] (Chokebomb,[100][101] понякога от горното въже)[102]

  - Като Люк Галоус
    - Gallows Pole[103] / 12th Step[31] (Reverse full nelson slam – 2009 – 2010, или Chokebomb – 2016 – )

  - Като D.O.C.
    - Задушаващо тръшване[104]

  - Като Кийт Хансън
    - Blockbuster ([Fireman's carry facebuster)[35]

  - Като Фестъс
    - Festus Flip (Fireman's carry flapjack)[105][106][107]
    - Sitout gutbuster drop[108]

  - Като Откачения Дийкън
    - Deacon Bomb (Chokebomb)[109]
    - Deacon Death Drop (Lifting reverse DDT)[110]
    - Spider Lock (Cobra clutch)[13]
    - Spinning side slam[4]
- Ключови ходове
  - Belly-to-back suplex[103][111]
  - Big boot[4][103][112]
  - Body avalanche[103][112]
  - Fallaway slam[111][113]
  - Flying Biscuit[106] (Running seated senton) – 2007 – 2009
  - Headbutt[108][114]
  - Leaping shoulder block[112][114]
  - Running splash[111][112]
- С Карл Андерсън
  - Отборни финални ходове
    - Magic Killer (Aided snap swinging neckbreaker)[31][38][39][40]

  - Double-team signature moves
    - Boot of Doom (Fireman's carry lift (Галоус) и front dropkick (Андерсън) комбинация)[41][42][43][44]
- С Джеси
  - Отборни финални ходове
    - Aided diving shoulder block[115]
- Мениджъри
  - Бег Лейди[4]
  - Джеси[4]
  - Си Ем Пънк[4]
  - Амбър О'Нийл/Галоус
- Прякори
  - „Колосът, хранещ се с царевица“[4]
  - „Пречистеният последовател“[32]
  - „Безгрешният пазител“[116]
  - „Разбойникът“[7]
  - „Моторист султанът“[117]
- Входни песни
  - „Biscuits & Gravy“ на Джим Джонстън[118] (WWE; 2007 – 2009; използвана, докато е в отбор с Джеси)
  - „This Fire Burns“ на Killswitch Engage (WWE; 2009 – 2010; използвана като част от Стрейт Едж Обществото)
  - „Massacre“ на Джим Джонстън[119] (WWE; 2009 – 2010)
  - „St. Anger“ на Metallica[1] (IGF; 2010 – 2011)
  - „Deadman's Hand (Instrumental)“ на Дейл Оливър (TNA; 8 ноември 2012 – 11 юли 2013)[120]
  - „Bad Company“ на Five Finger Death Punch (Независими компании; 30 август 2013 – 11 април 2016)
  - „Last Chance Saloon“ на Deviant and Naive Ted[121] (NJPW/независими компании/ROH; 23 ноември 2013 – 2014; използвана като част от Клуб Куршум)
  - „Shot'Em“ на [Q]Brick[122] (NJPW; 2014 – 2016 използвана като част от Клуб Куршум)
  - „Baz“ на Yonosuke Kitamura (NJPW; 2014 – 2016)[123][124]
  - „Omen in the Sky“ на CFO$ (WWE; от 25 април 2016 г.; използвана, докато е в отбор с Карл Андерсън)

## Шампионски титли и отличия
- American Pro Wrestling Alliance
  - Световен отборен шампион на APWA (1 път) – с Нъкс[125]
- National Wrestling Alliance

- Южняшки отборен шампион на NWA (1 път) – с Айсбърг

- National Wrestling League
  - Шампион в тежка категория на NWL (1 път) [1][127]
- New Japan Pro Wrestling
  - отборен шампион на IWGP (3 пъти) – с Карл Андерсън[65][83][87]
  - Световна отборна лига (2013) – с Карл Андерсън[63]
- Rampage Pro Wrestling
  - Шампион в тежка категория на RPW (1 път)[128]
- Pro Wrestling Illustrated
  - PWI го класира като #69 от топ 500 индивидуални кечисти в PWI 500 през 2013[129]
- River City Wrestling
  - Отборен шампион на RCW (1 път) – с Нъкс[130]
- Vanguard Championship Wrestling
  - Шампион в тежка категория на VCW (1 път)
- Wrestling Observer Newsletter
  - Най-лош образ (2012, 2013) Аса и Осмици[131][132]
- WWE
  - Отборен шампион на Първична сила (1 път) – с Карл Андерсън